# Oenanthe scotocerca
Chasco-de-cauda-castanha ou chasco-de-rabo-pardo (Oenanthe scotocerca) é uma espécie de ave da família Muscicapidae.
Pode ser encontrada nos seguintes países: Chade, Eritrea, Etiópia, Quénia, Somália, Sudão e Uganda.
Os seus habitats naturais são: savanas áridas e matagal árido tropical ou subtropical.